# Synopsis Filicum
Synopsis Filicum (abreviado Syn. Fil. o Syn. Fil. (Swartz)) fue un libro ilustrado con descripciones botánicas que fue editado por el botánico, micólogo, algólogo, pteridólogo, y briólogo sueco, Peter Olof Swartz. Se publicó en el año 1806.